# Wovenhand
Wovenhand (также Woven Hand) — группа из Денвера, Колорадо, США во главе с бывшим вокалистом 16 Horsepower Дэвидом Юджином Эдвардсом. Музыка Woven Hand сочетает в себе элементы неофолка, альт-кантри, пост-рока, панк-рока, индастриала, фолк-рока и других жанров.

## История
Группа начала своё существование в 2001 году в качестве сольного проекта Эдвардса, в то время как 16 Horsepower взяла временный перерыв. Первый концерт Wovenhand был проведён Эдвардсом и мультиинструменталистом Дэниелом МакМэхоном; дебютный альбом Wovenhand был выпущен в 2002 году на «Glitterhouse Records». Исполнение этой записи принадлежит Эдвардсу, Мак-Мэхону, барабанщику Орди Гаррисону и виолончелисту Полу Фонфаре. В 2003 году был выпущен релиз Blush Music, саундтрек к танцевальному представлению, в основном включавший переработанный материал из первой записи. В гастролях, последовавших за этим альбомом, принял участие Шейн Трост, заменивший Фонфару.
В 2004 г. на лейбле Sounds Familyre был выпущен альбом Consider the Birds. Эдвардс играл на большей части инструментов; после записи альбома они вдвоём с Гаррисоном устроили турне. В следующем году была расформирована 16 Horsepower, и в дальнейшем Эдвардс сосредоточил своё внимание на Wovenhand. Петер Ван Ларховен, бельгийский гитарист, был добавлен в список выступающих, в то время как МакМэхон и Трост перестали активно участвовать в жизни группы.
После выпуска в 2006 году альбома Mosaic Паскаль Эмбер, член-основатель 16 Horsepower, стал басистом группы. Ten Stones 2008 года — первая запись группы, созданная и исполненная совместно. Таким образом, проект стал настоящей группой, пусть и с неизменным Эдвардсом во главе. В 2009 году в группе работало трое, без Ван Ларховена.
Их пятый студийный альбом, The Threshingfloor, был выпущен в июне 2010 года. Вскоре после этого музыканты объявили о планах открытия гастролей совместно с альтметал-группой Tool.
В сентябре 2012 года вышел шестой альбом: The Laughing Stalk, его продюсером выступил Александр Хаке (который вместе с Дэвидом Юджином Эдвардсом принимал участие в воссоединении австралийской постпанк-группы Crime And The City Solution). Состав Wovenhand для записи этого альбома вновь был изменён: группу покинул Эмбер, и пришли два новых музыканта: басист Грегори Гарсия-младший и гитарист (басист) Чак Френч.

## Дискография

### Альбомы
- 2002 — Woven Hand
- 2003 — Blush Music
- 2004 — Consider the Birds
- 2006 — Mosaic
- 2008 — Ten Stones
- 2010 — The Threshingfloor
- 2012 — The Laughing Stalk
- 2014 — Refractory Obdurate
- 2016 — Star Treatment

### Другое
- 2003 — Blush (музыка к танцевальной постановке)
- 2006 — Puur (музыка к танцевальной постановке)
- 2011 — Black of the Ink (Книга + мини-альбом из 6 перезаписанных избранных песен)
- 2012 — Live at Roepaen (Концертный альбом, издавался на CD, LP и DVD)